# Ángel del Campo y de la Rubia
Ángel del Campo y de la Rubia (f. 1987) fue un periodista español.

## Biografía
Nacido en Argentina, posteriormente se trasladó a España, donde realizaría su formación; se licenció en Filosofía y Letras por la Universidad Complutense de Madrid. En 1942 fue nombrado redactor-jefe del diario alicantino Información, y al año siguiente fue nombrado director-gerente del diario Patria de Granada. En 1948 fue nombrado director del diario Odiel de Huelva. Posteriormente se trasladó a Madrid, donde fue jefe de redacción de Radio Intercontinental y posteriormente ejerció como crítico musical y literario del diario Pueblo. Falleció en Madrid el 30 de marzo de 1987 a la edad de 74 años.

## Obras
- —— (1950). El Justicialismo de Perón. Buenos Aires: Editorial El Quijote.[4]